# Rana FK
Rana FK is een Noorse voetbalclub uit Mo i Rana, een stad in de provincie Nordland. De vereniging werd opgericht op 4 december 2017 als fusie tussen Mo IL en IL Stålkameratene. De thuiswedstrijden worden gespeeld in het Sagbakken Stadion. Donkerblauw en wit zijn de traditionele kleuren van Rana FK.